# Toàn Châu
Toàn Châu (tiếng Trung: 全州县, bính âm: Quánzhōu Xiàn, Hán Việt: Toàn Châu huyện) là một huyện thuộc địa cấp thị Quế Lâm, Khu tự trị dân tộc Choang Quảng Tây, Cộng hòa Nhân dân Trung Hoa. Huyện Toàn Châu có diện tích 4.021 km², dân số 760.000 người, mã số bưu chính 541500, huyện lỵ ở trấn Toàn Châu.
Huyện này giáp với tỉnh Hồ Nam, nam cách nội thành Quế Lâm 125 km, bắc cách thành phố cấp huyện Thủy Châu của Hồ Nam 79 km, Tương Giang và tuyến đường sắt Tương Quế chạy qua đây. Huyện này là huyện rộng nhất và đông dân nhất Quế Lâm.

## Các đơn vị hành chính
Toàn Châu có 13 trấn, 3 hương và 2 hương dân tộc:
- Trấn: Toàn Châu (全州), Hoàng Sa Hà (黄沙河), Miếu Đầu (庙头), Văn Kiều (文桥), Đại Tây Giang (大西江), Long Thủy (龙水), Tài Loan (才湾), Thiệu Thủy (绍水), Hàm Thủy (咸水), Phượng Hoàng (凤凰), An Hòa (安和), Thạch Đường (石塘), Lưỡng Hà (两河).
- Hương: Vĩnh Tuế (永岁), Kiến Đường (枧塘), Bạch Bảo (白宝).
- Hương dân tộc: Đông Sơn Dao tộc (东山瑶族), Tiêu Giang Dao tộc (蕉江瑶族).